# Friday Night Dinner
Friday Night Dinner är en brittisk komediserie som började sändas på Channel 4 2011. I huvudrollerna ses Tamsin Greig, Paul Ritter, Simon Bird, Tom Rosenthal och Mark Heap.

## Handling
Handlingen kretsar kring familjen Goodman och deras fredagskvällar, då de två utflugna sönerna besöker föräldrahemmet för att äta traditionell judisk middag. Återkommande element är sönernas barnsliga gnabb och psykande mot varandra, den halvdöve pappans dåliga bordsskick, och oönskade besök från en socialt inkompetent granne.

## Om serien
Sex säsonger har producerats hittills, den tredje började sändas på SVT den 17 oktober 2014 och den fjärde 27 juni 2017. 
Som ledmotiv hörs svensk-amerikanska Miike Snow med låten "Animal".

## Amerikansk version
Den 18 april 2024 hade en amerikansk version av serien med titeln ”Dinner with the Parents” premiär på Amazons streamingtjänst Freevee.

## Rollista i urval
| Roll                        | Skådespelare      | Säsong                | Säsong                | Säsong                | Säsong                | Säsong                |
| Roll                        | Skådespelare      | 1                     | 2                     | 3                     | 4                     | 5                     |
| --------------------------- | ----------------- | --------------------- | --------------------- | --------------------- | --------------------- | --------------------- |
| Jacqueline "Jackie" Goodman | Tamsin Greig      | Huvudkaraktär         | Huvudkaraktär         | Huvudkaraktär         | Huvudkaraktär         | Huvudkaraktär         |
| Martin Goodman              | Paul Ritter       | Huvudkaraktär         | Huvudkaraktär         | Huvudkaraktär         | Huvudkaraktär         | Huvudkaraktär         |
| Adam Goodman                | Simon Bird        | Huvudkaraktär         | Huvudkaraktär         | Huvudkaraktär         | Huvudkaraktär         | Huvudkaraktär         |
| Jonathan "Jonny" Goodman    | Tom Rosenthal     | Huvudkaraktär         | Huvudkaraktär         | Huvudkaraktär         | Huvudkaraktär         | Huvudkaraktär         |
| James "Jim" Bell            | Mark Heap         | Huvudkaraktär         | Huvudkaraktär         | Huvudkaraktär         | Huvudkaraktär         | Huvudkaraktär         |
| Valerie "Val" Lewis         | Tracy-Ann Oberman | Gäst                  | Gäst                  | Återkommande karaktär | Återkommande karaktär | Återkommande karaktär |
| Eleanor "Nelly" Buller      | Frances Cuka      | Återkommande karaktär | Återkommande karaktär | Återkommande karaktär | Återkommande karaktär | Gäst                  |
| Cynthia Goodman             | Rosalind Knight   |                       | Gäst                  |                       | Gäst                  | Gäst                  |